# Élections générales terre-neuviennes de 1975
L'élection générale terre-neuvienne de 1975 se déroule le 16 septembre 1975 afin d'élire les députés de la Chambre d'assemblée de la province de Terre-Neuve (Canada). 

## Résultats
| Parti                                      | Parti                      | Chef                | # de candidats | Sièges | Sièges | Sièges  | Voix    | Voix    | Voix    |
| ------------------------------------------ | -------------------------- | ------------------- | -------------- | ------ | ------ | ------- | ------- | ------- | ------- |
| Parti                                      | Parti                      | Chef                | # de candidats | 1972   | Élus   | % Diff. | #       | %       | % Diff. |
|                                            | Progressiste-conservateur  | Frank Moores        | 51             | 33     | 30     | -9,1 %  | 101 016 | 45,54 % |         |
|                                            | Parti libéral              | Edward Roberts (en) | 51             | 9      | 16     | +77,8 % | 82 270  | 37,09 % |         |
|                                            | Reform Liberal             | Joey Smallwood      | 32             | *      | 5      | *       | 28 879  | 13,02 % |         |
|                                            | Autre/Indépendant          | Autre/Indépendant   | 32             | -      | -      | -       | 28 879  | 13,02 % |         |
|                                            | Nouveau Parti démocratique |                     | 17             | -      | -      | -       | 9 653   | 4,35 %  |         |
| Total                                      | Total                      | Total               | 151            | 42     | 51     | +21,4 % | 221 818 | 100 %   |         |
| Source : Elections Newfoundland & Labrador |                            |                     |                |        |        |         |         |         |         |